# Toc toc (album)
Toc toc è un album del cantautore italiano Gianni Bella, pubblicato dall'etichetta discografica CGD nel 1978.
L'album è prodotto da Giancarlo Bigazzi e lo stesso artista, che sono autori dei brani contenuti sul lato A, mentre gli altri sono firmati, oltre che da Gianni, dal fratello Antonio Bella. Gli arrangiamenti sono curati da Franco Monaldi, che dirige l'orchestra. 
C'è anche una versione dell'album per il mercato spagnolo, intitolato No e datato 1979. Ci sono le stesse canzoni della versione originale, ma con la versione in spagnolo del brano No.
Non è mai stato pubblicato su cd, download e streaming ufficiali.

## Tracce

### Lato A
1. Toc toc
2. Amico gay
3. No
4. Basta

### Lato B
1. Dolce luna (Parte 1a)
2. Dolce luna... Dormi
3. Dolce luna (Parte 2a)